# 香营乡
香营乡是中国北京市延庆县下辖的一个乡，位于延庆东北部。

## 行政区划
香营乡下辖20个村委会：新庄堡、香营、后所屯、里仁堡、山底下、小堡、东白庙、孟官屯、上垙、下垙、黑峪口、屈家窑、聂庄、庄科、南窑、高家窑、三道沟、小川、东边、八道河。